# Carnavales en la cultura popular vasca
A los carnavales de distintos pueblos del País Vasco, Navarra y País Vasco francés se les llama en euskera dependiendo de los dialectos iñauteriak, ihoteak o inoteak.
En algunas zonas como Guipúzcoa, a todo el proceso del Carnaval le dan el nombre que se da a uno de los días, por ejemplo Astearteak, los martes (en plural).
Son las fiestas populares de carácter pagano que se celebran en muchos casos los tres días que preceden al miércoles de ceniza y se celebran de manera diferente por diferentes localidades de estos territorios.

## Orígenes de la fiesta
En el ambiente rural, llegado el mes de febrero los beneficios de la matanza de noviembre escaseaban, pudiendo considerarse de alguna manera el sacrificio cristiano de la Cuaresma como sacralización de esta penuria. El Carnaval o Inauteria era, la última oportunidad del invierno para que los jóvenes efectuaran una cuestación con cuyos beneficios se regalaban un gran banquete.
Como en casi toda Europa, en los territorios que actualmente conforman el País Vasco y Navarra, había necesidad de alimentos, y se aprovechaban los festejos para poder comer después de haber realizado ritos y canciones. El que esta situación hoy en día no se dé ha dado lugar a que esta costumbre se haya ido perdiendo, aunque hoy en día se reavivan muchas de estas tradiciones.
También es importante mencionar que el quebrantamiento de las reglas que acompañan al Carnaval tampoco es igual hoy en día que existen muchas más válvulas para el desfogue y en un ámbito de progresiva secularización.
Durante el franquismo muchas de las celebraciones que conformaban estos carnavales estuvieron prohibidos y perseguidas y en muchas localidades se dejaron de celebrar aunque tras el final de la dictadura ,e incluso antes en algún municipio, se recuperaron las tradiciones en la mayoría de las zonas.
El carnaval también ha cambiado con el transcurso de los años, pero su nexo de unión sigue vivo hoy en día: pasarlo bien y desinhibirse unos días.

## País Vasco

### Álava
La bibliografía e información registrada sobre los Carnavales rurales en Álava han identificado hasta 126 carnavales rurales en poblaciones del territorio alavés. Los principales estudios sobre estos carnavales se materializan en las monografías de Carnaval en Álava de J. Garmendia Larrañaga (1982), y El invierno se viste de fiesta. Carnavales Rurales de Álava de C. Ortiz de Zárate (2013). Ambos trabajos se basan en la recogida de testimonios de personas que vivieron los carnavales rurales de cada localidad.
Los 126 carnavales rurales que se organizan en distintas localidades de Álava fueron la primera manifestación catalogada en Euskadi como patrimonio inmaterial en 2015.La Asociación cultural de carnavales rurales de Álava (AHIK) ha contribuido a dar visibilidad y poner en valor los carnavales rurales de Álava, primera manifestación cultural inmaterial registrada y catalogada por la Administración vasca en el año 2015.
En 2024 se celebró en Zalduondo el primer MaskAraba, encuentro de los carnavales rurales y botargas de Álava.

#### Amurrio
Su personaje destacado es Kakarro. Los jóvenes del pueblo salen con la cabeza cubierta con sacos negros, ropas oscuras y un puxika (globo realizado con la vejiga del cerdo inflada y seca o con unos grandes palos con la intención de asustar a los vecinos) en la mano. Entre todos ellos destaca uno que corría detrás de los niños del pueblo arrastrando una larga túnica negra. Más tarde fue denominado Judas u hombre del saco. Había hombres que se disfrazaban de mujeres y también algunas mujeres que se disfrazaban de hombres.

#### Cuartango
Recuperados tras la dictadura, el del Valle de Kuartango, en realidad auna la festividad de Santa Águeda con elementos de carnaval rural. El personaje sobre el que giran los ritos y la fiesta es la Vieja de Arriano o Arrioanoko Amona.

#### Ilarduia, Egino y Andoin (ILEGAN)
En el año 2007, y tras varios años de investigación, se recuperaron los Carnavales de Ilarduia, Egino y Andoin: tres concejos del municipio de Aspárrena. Antes de la guerra civil española estos carnavales eran independientes pero, su gran paralelismo de actos y personajes, les indujo a celebrarlos conjuntamente.

#### Llodio
El carnaval de Llodio (Álava) tiene caracteres de carnaval urbano, aunque ha conservado alguna tradición del pasado rural de la localidad. Es el caso del personaje de la bruja de Leziaga, que recuerda la leyenda de la mujer que habitaba en la cueva de Leziaga, se mesaba los cabellos con peines de oro y atraía con canciones a los pastores llodianos que se acercaban a la cueva. Las comparsas pasean un muñeco que representa a la bruja al inicio del carnaval y la condenan a morir en el fuego en su acto final.

#### Salcedo
La fiesta más singular de Salcedo es su carnaval tradicional, recuperado a finales del siglo XX, tras décadas de abandono, gracias a los relatos dejados al respecto por Felipe Arredondo en el año 1922, describiendo detalladamente cómo se desarrollaba esta fiesta y qué personajes intervienen en ella. En 1983 se pusieron los primeros cimientos de su recuperación. Desde 1991, en Salcedo ya se ha convertido en tradición la canción  de "Porretero" que año tras año cantan los vecinos del pueblo al son de la música, mientras celebran su fiesta de carnaval.

#### Santa Cruz de Campezo
Toribio es su personaje principal. Es un muñeco relleno de paja, con un zapato en un pie y una alpargata en el otro, luce su lengua negra por culpa de todos los males que ha engullido.A él le culpan de las penurias vividas en el último año y, por lo tanto, se le condena a morir ahogado en el río Ega.

#### Villodas
Después de 80 años sin celebrarse, tras su recuperación en 2012 por la Asociación Cultural Arkiz, se celebra el sábado siguiente al martes de carnaval.

#### Zalduondo de Álava
Del carnaval de Zalduondo se tienen noticias desde 1793.El acto central es el juicio a Markitos, personaje carnavalesco recuperado en los años sesenta que representa los males del año y que tras el juicio es colgado de un palo el sábado de carnaval en la plaza de este pueblo. El domingo por la mañana se le pasea por la localidad, se le juzga y se le quema por su culpabilidad en las desdichas que hayan sacudido al pueblo en el año anterior.

### Guipúzcoa

#### Éibar
Denominados aratusteak se abren con el denominado jueves gordo (eguen zuria), incluyen actividades como desfile de los alumnos de las escuelas, canciones y danzas de caldereros, concursos de txirigota, verbenas y actuaciones de música tradicional vasca, así como pasacalles de samba brasileña. De ahí se pasa al viernes flaco, para terminar el martes de carnaval.

#### Tolosa

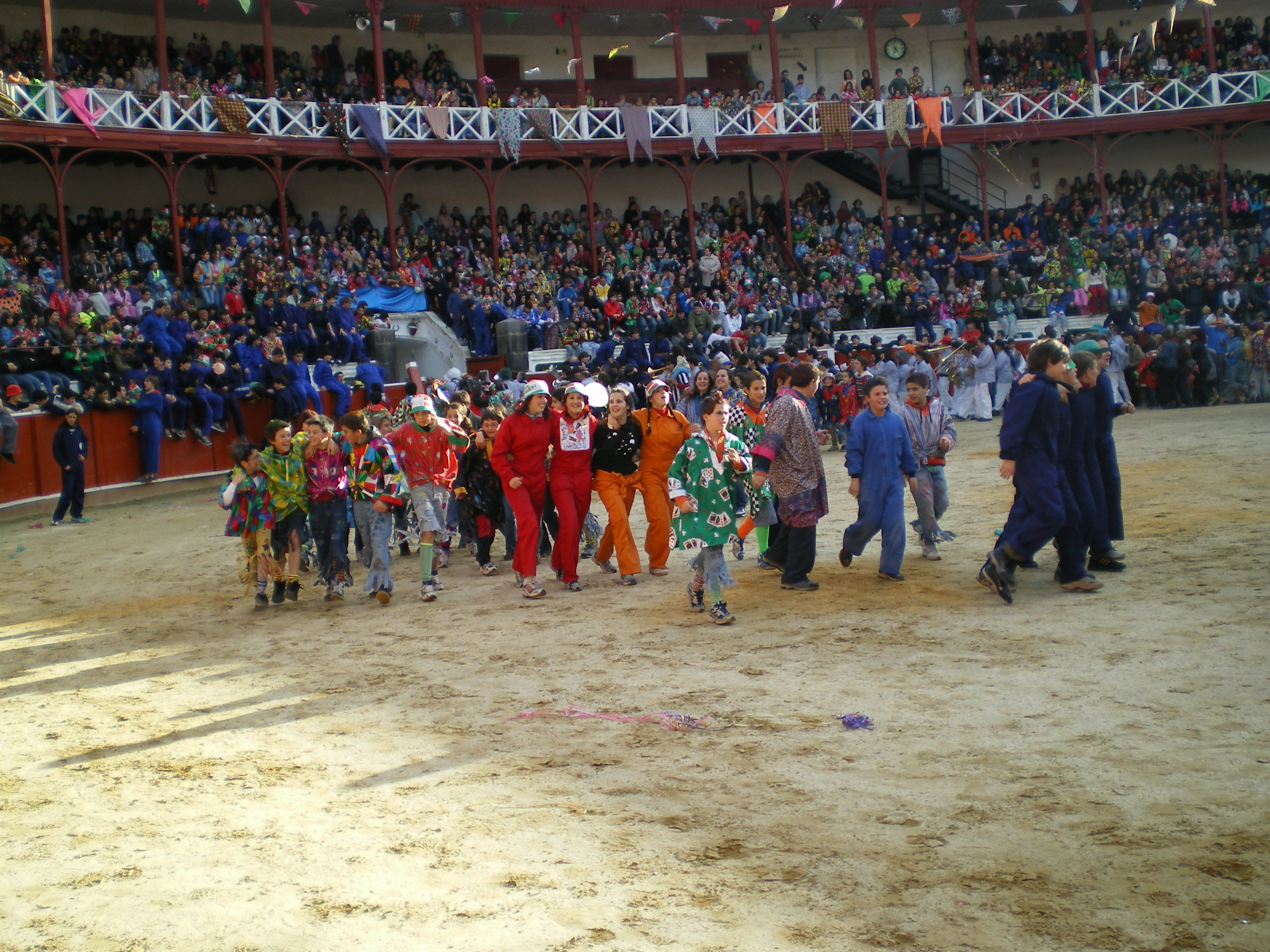
Plaza de Toros de Tolosa durante las celebraciones de Carnaval

Los carnavales de Tolosa (Guipúzcoa) son los más famosos, multitudinarios y probablemente mediáticos del País Vasco. Durante los cuarenta años de prohibición franquista los tolosarras hubieron de disimular las celebraciones camuflándolas como Fiestas de la Primavera, aun cuando su celebración tenía lugar en invierno para que fueran toleradas por las autoridades. Duran 6 días e incluyen actividades comunes a celebraciones de otras partes de España como el entierro de la sardina, toros embolaos y vaquillas y otras más típicas del País Vasco como tamborradas y un vistoso desfile de carrozas.

#### Oyarzun
Los carnavales de Oyarzun son los "Ihoteak" celebrados una semana antes del carnaval tradicional. Tras años sin practicarse, se han recuperado a partir de la década de los 80. Actualmente, se bailan diferentes danzas (Azeri dantza eta Sorgin dantza) y se recibe a unos personajes mitológicos llamados "Intxixuak" y "Sorginak" (brujas), que bajan desde un monte cercano hasta la plaza del pueblo, para pasar el fin de semana con los humanos. En la plaza, por ejemplo, realizan un baile alrededor de una hoguera, portando antorchas.

### Vizcaya

#### Bilbao
Uno los elementos distintivos y tradicionales del carnaval en la capital vizcaína podría considerarse el juicio a Farolín y a Zarambolas en la plaza Nueva (Plaza Berria). Además tienen lugar exhibiciones de deporte rural, comparsas de gigantes y cabezudos y por supuesto el entierro de la sardina.

#### Mundaca
Son unos de los carnavales más antiguos del País Vasco cuyas celebraciones datan ya de 1700. Comienzan con los cantos de los marraus, nombre que reciben los atorrak, mozos vestidos de blanco participantes en el carnaval.
Posteriormente se abren las fiestas con una comparsa de txistularis. Posteriormente los atorrak cantan una canción que trata algún acontecimiento importante sucedido en este pueblo costero a lo largo del año.
Finalizada la canción los hombres se reúnen con las mujeres para comer lamiak, que van vestidas de negro, en contraste con los vestidos de los hombres.

#### Ondárroa
En esta localidad costera vizcaína los personajes típicos Lantzoi y Akuli (pez aguja) que son paseados en procesión el sábado y martes de carnaval respectivamente.

## Navarra

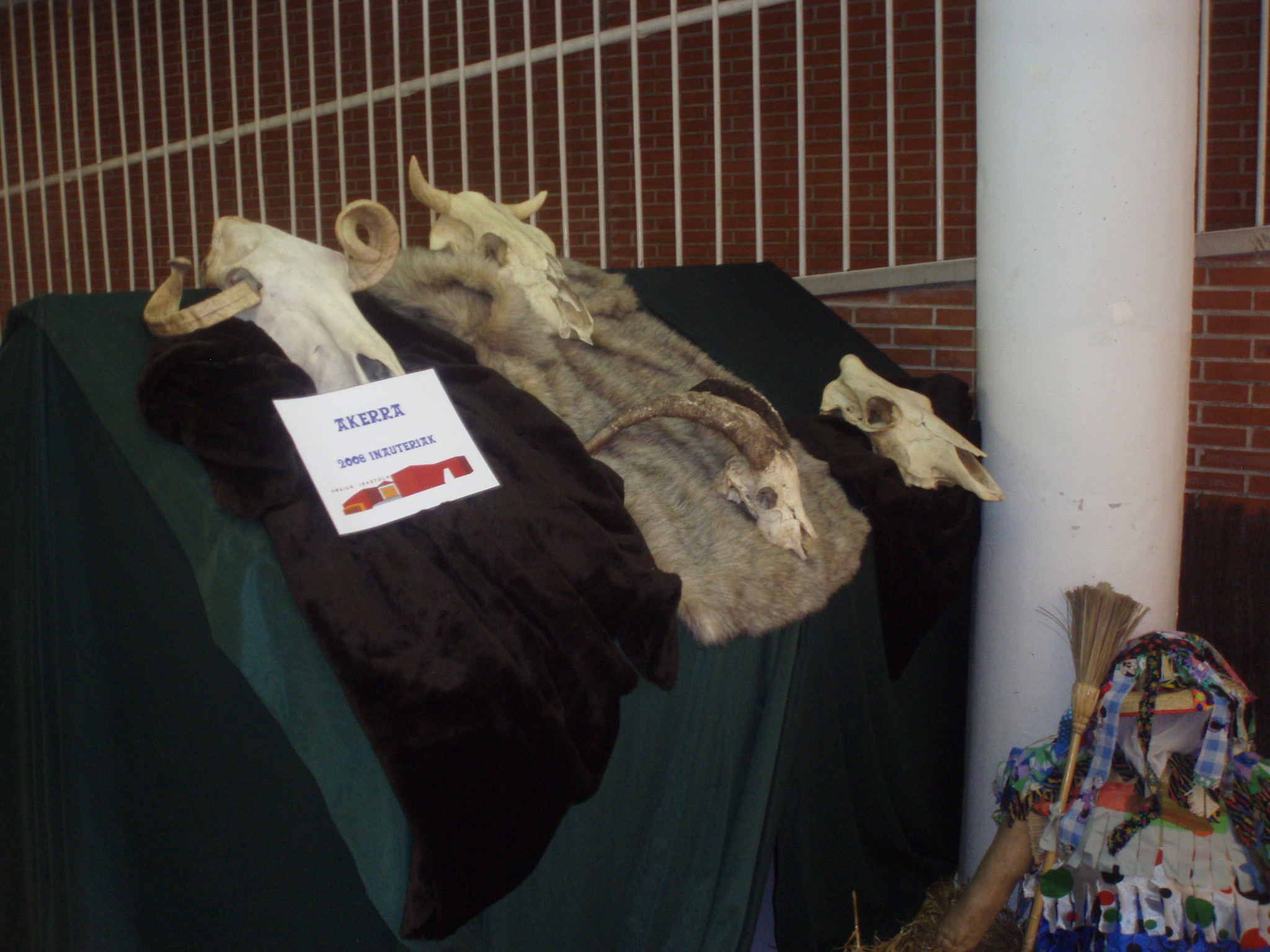
Akerra (macho cabrío), disfraz típico del carnaval alsasuarra

### Alsasua

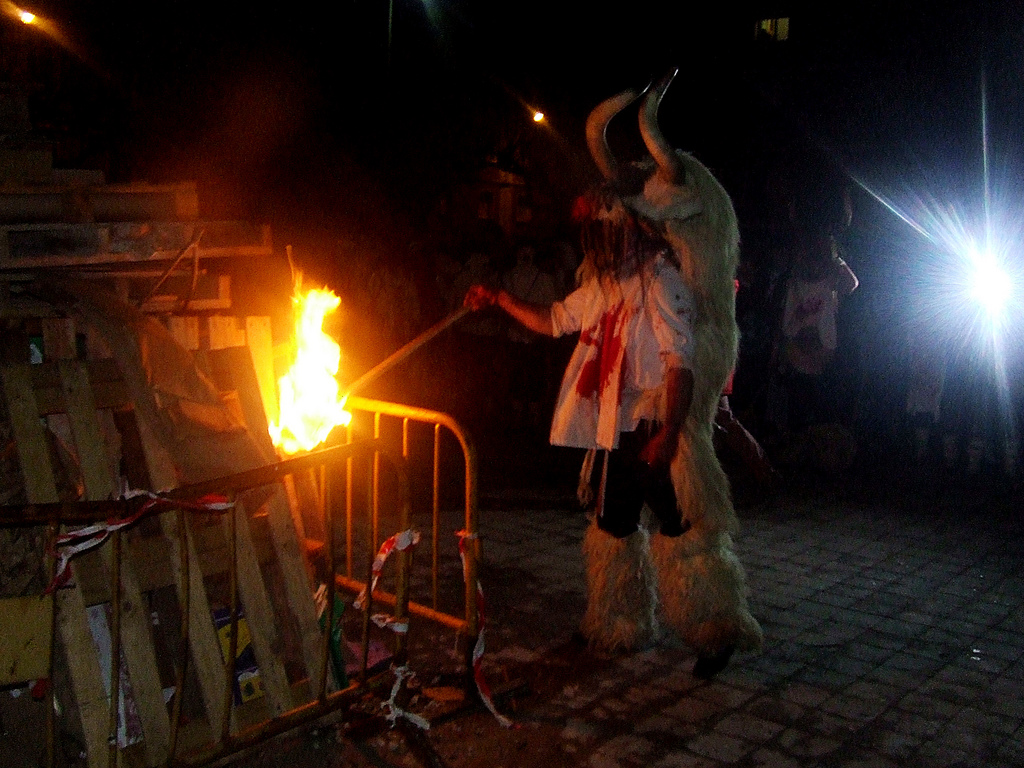
Un momotxorro prepara el fuego para el akelarre en Alsasua

El personaje principal es el momotxorro, un disfraz caracterizado por estar adornado por una enorme cornamenta con una cesta en la cabeza, pieles de oveja, un tridente y enormes manchas de sangre sobre una gran camisa blanca. Se desconoce el origen de este personaje, pero se trata sin duda del personaje del carnaval rural vasco con una carga más violenta y atávica. Existen leyendas en Alsasua referidas a que durante muchos años algunas personas del pueblo se disfrazaban de animales para allanar las casas, robar y violar a las mujeres que en ella se encontraban, lo que justificaría las manchas de sangre en el personaje.
Tras los años de prohibición franquista este personaje fue recuperado en 1982 sobre la base de las investigaciones del acordeonista Enrike Zelaia, que se entrevistó con los mayores del pueblo. Desde entonces se ha hecho cada vez más popular. La danza de estos personajes en la plaza de los Fueros ha llegado en la actualidad a ser una de identidad del pueblo. Se celebra el martes anterior al miércoles de ceniza al son de la Momotxorroen dantza. Completan el cortejo lugareños disfrazados de brujas y fantasmas. Preside el cortejo Lucifer, un macho cabrío cornudo del aquelarre. Todos ellos bailan al mismo son.

### Aranaz
Tienen lugar el mes de febrero. En las celebraciones los jóvenes del municipio se visten con un pañuelo y de blanco, colocándose pompones y mechones de papel de distintos colores por la espalda. Los mozorro zuriak, nombre con el que son conocidos, recorren los distintos barrios (8 y 9 de febrero) pidiendo dinero para darse un banquete todo el pueblo el fin de semana.

### Bacáicoa
El protagonisma es el siniestro personaje Kamarro, recuperado por los jóvenes del pueblo en 1997 y que pasea por las calles el sábado de carnaval.

### Baztán
En muchos pueblos del valle se abre la fiesta con la fiesta del Día del Gallo, orakunde, Egun Ttun Ttun o Jueves Gordo, (si bien algunos pueblos la celebran el viernes o sábado). En esta fiesta los niños son protagonistas durante toda la mañana. Se celebran varios juegos. En uno de ellos los pequeños deben tratar de coger un gallo con un palo y los ojos vendados. Después de los juegos pasan por las casas del pueblo a recoger alimentos que posteriormente las madres cocinan en la sociedad gastronómica. A la comida de orakunde se invita al alcalde jurado, al saliente, al cura y tiempo atrás al maestro. Hoy en día, una vez que han acabado los juegos. Los adultos y pasteleros del pueblo reparten bollos de chocolate a todos los niños. En caso de los celiacos se les reparten magdalenas. Para finalizar en el frontón donde se llevaron a cabo los juegos, hay música y bailes para todos, donde la gente baila y canta sin parar hasta que oscurece.

### Berriozar
La figura del carnaval de este pueblo de la comarca de Pamplona se denomina Txolin, un personaje cuyo nombre real era Félix Sarasa Aldareguía. Nacido en Berriosuso a finales del siglo XVIII contrajo matrimonio con Catalina de Sarasa de Artica, llegando a la alcaldía de dicho pueblo. Contrariamente a lo que muchos piensan, su mote no hace referencia a su afición por el vino y la juerga, sino a la casa de su esposa en Artica, llamada Zolinarena o Txolinarena. Se pasea por Berriozar los días 1 y 2 de febrero

### Burlada
Martingala de Burlada
A finales de los años 80 se recuperó la figura del brujo local, Lukas de Aierbe, como personaje maligno de la fiesta de carnaval que en este municipio cercano a Pamplona se denomina Martingala.
Avanzada la tarde del lunes de Carnaval, la tranquilidad del casco viejo burladés se ve rota por el jolgorio de los Joasikeroak (enmascarados), armados de panderetas y escobas, haciendo sonar pequeñas campanas van a capturar a Lukas de Aierbe al que apresarán y pasearán por todo el pueblo, festejando su captura, bailando la Martingala, haciendo sonar sus panderetas, atacando a escobazos a los mirones.

### Cascante
El personaje principal de este carnaval son los zarrapoteros (personajes vestidos de blanco con cintas de diversos colores en la cabeza que recorren las calles ejecutando una danza), el ogro Osco, Antonio Calabaza y la bruja Ullaga, creados en 1993. Estos personajes recorren las calles seguidos de gaiteros y fanfarrias. Otro acto tradicional es la quema del Fardo de las Miserias, una saca llena de papel en la que se pretenden incinerar todo lo malo sucedido en Cascante durante el año. A lo largo de las fiestas se realizan actos populares como chistorradas y degustación de vinos, así como un toro de fuego.

### Cintruénigo
Los personajes principales de los carnavales cirboneros son los Zarramuskeros. Visten buzos azules u otro tipo de disfraz y con instrumentos variados ensucian con harina, azulete, agua, serrín o cualquier otro elemento a todo aquel que se muestre a cara descubierta.
El carnaval se recuperó en los ochenta ya que llevaba si hacerse desde 1939-1940. La fiesta comienza el viernes con la lectura del pregón, el sábado por la noche se celebra una hoguera tradicional y el domingo se celebra un desfile por las calles de la localidad para terminar con el tradicional entierro de la sardina.
En el pasado, los que los carnavales se festejaban durante el domingo, lunes y martes y los zarramuskeros producían más revuelo que ahora, eran más contundentes (incluso salvajes) que ahora y utilizaban para manchar hasta excrementos o sebo, también solían tirar huevos que contenían tintas, azulete o betún.
También otros preferían ponerse pinchos y restregar con ellos a las mujeres. Subían a los balcones de las casas e incluso llegaban a tirar las puertas de las casas persiguiendo a las chicas.

### Cendea de Cizur
El personaje principal es Tartalo, que se recuperó hace unos 25 años. El sábado de carnaval se pasea a este personaje por el pueblo, se simula una fuga y luego es quemado.

### Estella
Este carnaval, al igual que el de Lanz tiene a un bandido legendario como protagonista. Su nombre es Aldabika, que fue un personaje famoso en el siglo XIX por sus robos. Finalmente fue hallado muerto en un estercolero en el camino que conduce al Monasterio de Iranzu. Fue encarcelado, juzgado y quemado en la hoguera. Todo este periplo se representa en Los Llanos de Estella la mañana del sábado de carnaval. El bandido es paseado por distintas calles de la ciudad acompañado de los palokis, personajes que bailan y cantan acompañados de gaitas, y de otras figuras que simbolizan distintos sectores de la zona: pastores, agricultores, carboneros... Finalmente llegan hasta Los Llanos, donde Aldabika es incinerado.
Los actos continúan por la tarde, cuando un nuevo Aldabika vuelve a ser paseado por la ciudad, esta vez en el pescante de una carroza del XIX. Es conducido a la Plaza de los Fueros, la plaza mayor de la localidad, donde al anochecer lo queman en medio de la algarabía.
La vestimenta de Aldabika se compone de camisa estampada de flores, pantalón azul, pañuelo anudado al cuello y sombrero de segador. Es preparado la tarde del día anterior en el taller de Carmelo Boneta.
Los palokis, por su parte, destacan por sus cabezas enormes. Van ataviados con un aro sobre la cabeza, al que cosen una tela de colores muy vivos que les cubre casi enteramente el cuerpo. A la cintura ajustan una camisa o chaqueta con las mangas colgado y guantes que simulan manos. Al levantar el aro consiguen tener apariencia de gigantes. Sin embargo, el origen de esta figura no es estrictamente carnavalesco, sino que este disfraz lo empleaban las cuadrillas de quintos que partían del pueblo para hacer el servicio militar y que lo usaban también para los carnavales.
Luego tenemos el Ikazkin que es un carbonero de las tierras de Estella que baja con su carbón al mercado de la ciudad. Intercambiaba el carbón con todo aquello que necesitaría. Si algún trueque no iva bien, tiraba ceniza sobre la persona que estaba haciendo el trueque. Con el tiempo se hizo una costumbre tirar ceniza a la gente. También porta una "makila" con la que llamaba con un cascabel la atención de los mayores, y unas cintas en el otro lado para molestar a los menores.

### Goizueta: losmozorroky lazahagidantza
Las celebraciones tienen lugar los tres días anteriores a miércoles de ceniza. El primer día de los festejos grupos de jóvenes del pueblo (llamados mozorrok) hacen una ruta por los caseríos que rodean la localidad, siendo recibidos por las familias de cada casa con comida y bebida, y también reúnen dinero para celebrar la cena en el pueblo. La tarde del día siguiente estos mismos jóvenes forman una comitiva con músicos acompañando a un personaje principal: el Zaia (pueden ser uno o dos), vestido de azul y con la cara pintada de negro y el contorno de los ojos de rojo, representa el papel de un carbonero que porta un odre (en euskera llamado zahagia, en Goizueta zaia) con unos cencerros colgando. A este lo acompañan los mozorrok, vestidos estos de blanco, con boina roja, pañuelo y faja. Cada cierto tiempo, el cortejo se reúne y representa la zahagi-dantza, acompañada de una música tocada con la trikitixa. Al momento de terminar el baile, el carbonero sale corriendo y persigue a las mujeres para tiznar de negro sus caras restregándolas con la suya.
Esta celebración tiene su origen en una anécdota que los del lugar cuentan como verídica: la historia, situada en una época sin determinar, habla de un carbonero que vivía durante todo el año en la montaña dedicado a su oficio. Al llegar las fiestas del carnaval bajaba al pueblo como solían hacer todos los que tenían ese medio de vida, y cuentan que al emborracharse a este hombre le dio por besar a todas las mujeres que encontraba a su paso. Así pues, parece ser que la costumbre nació cuando los jóvenes del pueblo quisieron ridiculizar a su paisano por aquella ocurrencia. El final del baile los mozorrok golpean con sus bastones el odre (zahagi) que el Zaia lleva atado a la espalda, ya que según la historia, los celosos muchachos del pueblo acabaron apaleando al carbonero.
En la vecina localidad de Arano también existe esta tradición, con su propio baile particular.

### Huarte
Este municipio de la comarca de Pamplona toma en sus celebraciones personajes de otras localidades como los ioaldunak o zanpantzarrak originarios de Ituren y Zubieta o los zamaltzain que (animales con cabeza de caballo que aparecen también en la mascarada suletina). Además aporta personajes propios y característicos a la celebración como:
- Tipulón: es un muñeco grande recubierto de trenzas de cebollas y hojas y que a veces también va cubierto de helechos.
- Txatxos: acompañan a Tipulón durante toda la kalejira (cabalgata) es hostigado por otrola cabalgata arrancan las colas a los kemakulos para arrebatarles su maldad y quemarla en la hoguera. No hace falta describirlos, pues han llegado hasta nuestros días.
- Minervas: van con cubos de agua y escobillas para asustar a los no disfrazados.

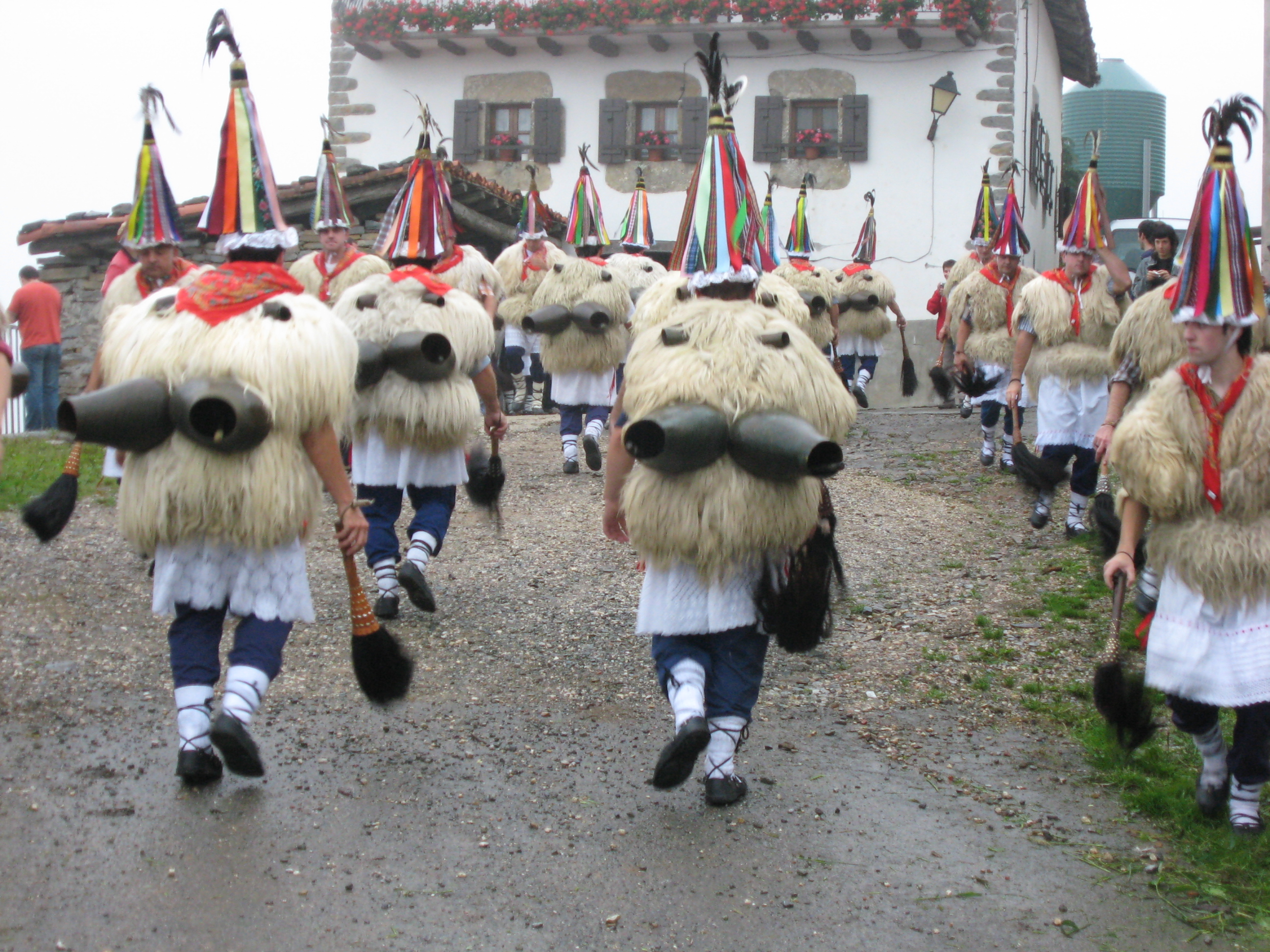
Ioaldunak en Ituren

### IturenyZubieta
Caracterizados por sus comparsas de Zanpantzarrak que recorren ambos pueblos agitando sus cencerros para simbolizar el despertar de la naturaleza y ahuyentar a los malos espíritus.
Comienzan en Zubieta el lunes posterior al último domingo de enero. Los zanpantzar o ioaldunak (el que porta ioaldeak, cencerros) recorren el tramo de Zubieta a Ituren (Navarra) y al llegar los vecinos les obsequian con almuerzos y música. Al día siguiente se repite, pero esta vez son los joaldunak de Ituren los que visitan Zubieta.
El objetivo de los zanpantzar o ioaldunak, que recorre al son de los cencerros la distancia entre Ituren y Zubieta, consiste al parecer en ahuyentar a los malos espíritus e intentar despertar las energías de la naturaleza al final del invierno.
Otros personajes de estos carnavales son el hartza(un oso con cabeza de carnero, cubierto con pieles de oveja que encabeza al grupo de zanpantzar), o el maestro aparejador, encargado de colocarles los cencerros o ioaleak.

### Lanz

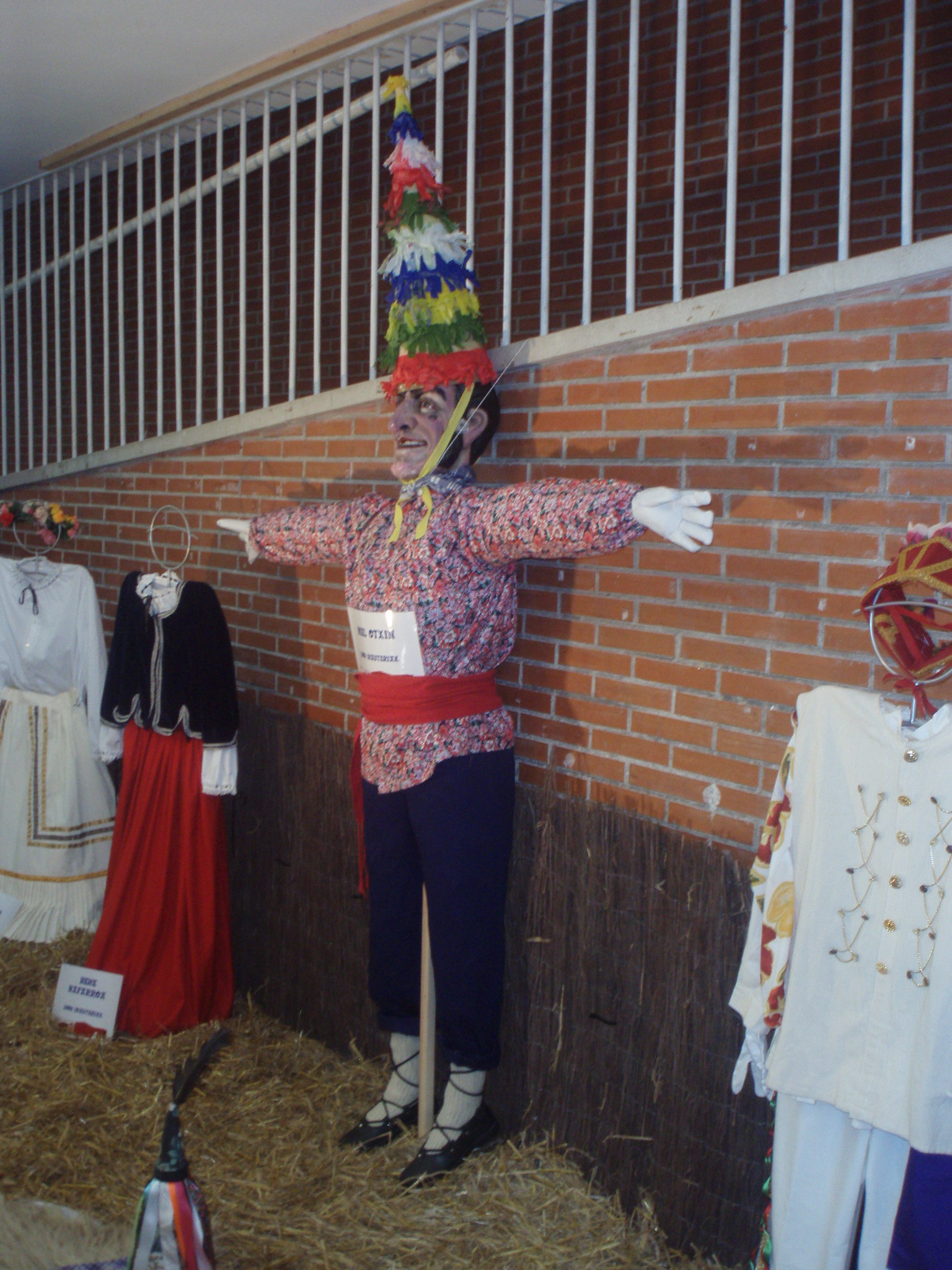
Miel Otxin, bandido legendario protagonista del carnaval de Lanz.

En esta localidad del norte de Navarra situada entre los valles de Ulzama y Anué se representa la captura y ajusticiamiento (es quemado) el mítico y legendario bandido Miel Otxin. Esta celebración tiene lugar el martes de carnaval. Se trata de los carnavales más multitudinarios de Navarra. Por la noche las calles se llenan de vecinos que representan a diferentes personajes:
- Miel Otxin: es un malvado bandido que representa a los malos espíritus. El lunes es capturado y el martes de carnaval es ejecutado y quemado en la hoguera, mientras los vecinos bailan alrededor de la misma.
- Ziripot: vestido se sacos rellenos de paja, este personaje gordinflón recorre las calles mientras los Zaldikos lo derriban al suelo.
- Zaldiko: alegres y saltarines, vestidos con sus mejores galas (son un caballo en su cintura) derriban a Ziripot al suelo.
- Ferralariak: son los herreros, quienes ponen las herraduras a los Zaldiko.
- Txatxo: representan a la población de Lanz, visten con trapos viejos y portan escobas de paja y llevan la cara tapada.

### Lesaca
Las celebraciones se concentran el domingo de Carnaval. Cuando se pone el sol las calles del pueblo se llenan de zaku zaharrak, treinta personajes vestidos con sacos de tela rellenos de hierba seca, dos de ellos en las piernas y uno en el tronco. Llevan la cara cubierta con un pañuelo, sombrero de paja y una pizontzia (vejiga), con la que azuzan al público. Estos personajes desfilan en fila de a uno siguiendo la música de la banda del pueblo acompañados de mairus (mujeres y hombres con sombrero ancho y cubiertas de abundantes tiras multicolores). También participan en estos peculiares carnavales otros personajes como los goitarrak (vecinos de los caseríos del barrio Nabaz) y los "fraindarrak" (jóvenes del barrio Frain), que cada uno a su manera y en grupos realizan cuestación, llevando el carnaval a la periferia durante los días de carnaval.

### Leiza
Es uno de los primeros que se celebra. Tiene lugar el tercer fin de semana de enero. De sábado a martes se suceden los desfiles y el recorrido de una cabalgata de disfrazados por los más de cien caseríos de la localidad.

### Lumbier
En esta localidad el carnaval rural va cogiendo auge en los últimos años, habiéndose recuperado recientemente los Oridos y los Iraskos por la asociación de vecinos Lisabe que aparecen vestidos con cubrecamas o sacos de arpillera, canastos y cestos con cuernos en la cabeza. Después de las cenas en el pueblo, la fiesta suele prolongarse hasta la madrugada con charangas y bailes organizados por el Ayuntamiento.

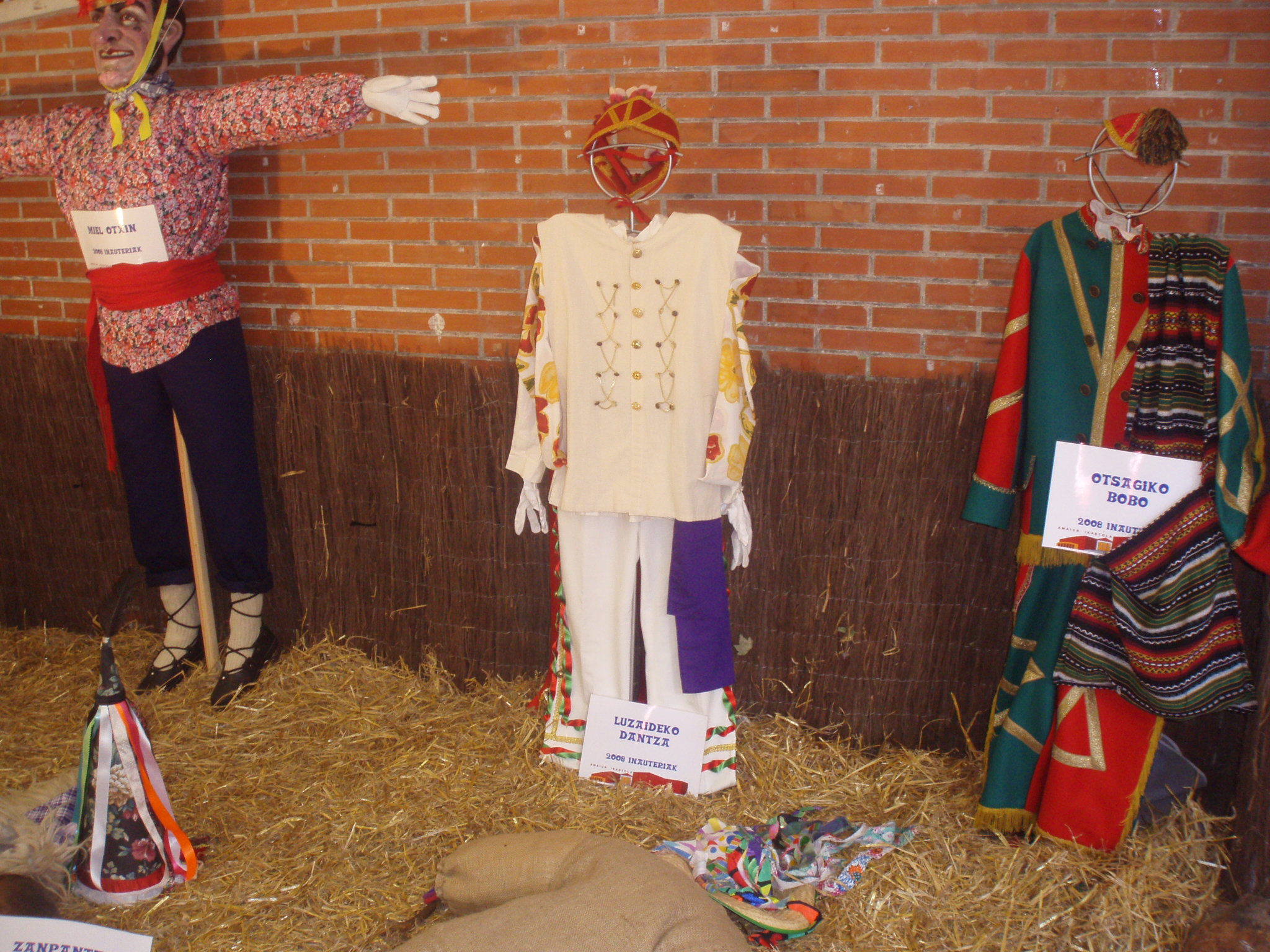
Traje típico de baile de Valcarlos

### Valcarlos
En su kabalkada son tradicionales las coreografías en cadena o en corro abierto de gran número de dantzaris (mardar dantzak o dantzak korda), además de los personajes como caballos y jinetes, perros, pájaros, gigantes. Desde el punto de vista folclórico esta localidad fronteriza puede incluirse dentro de la Baja Navarra  Archivado el 11 de julio de 2007 en Wayback Machine., por lo que sus bailes son comunes al mencionado territorio y dándose también en algunas localidades labortanas . En 2012 el Gobierno de Navarra decidió declarar los bolantes de este municipio Bien de Interés Cultural, como Bien Inmaterial. Con esta, alcanzaban cuatro las manifestaciones culturales que han adquirido esta protección: los carnavales de Lantz, los de Ituren y Zubieta y el Tributo de las Tres Vacas en el Valle del Roncal.
Durante el franquismo las autoridades obligaban a que las cintas de los bolantes fueran solo rojas y amarillas, mientras que las bordas podían ser blancas, amarillas y/o rojas.

### Pamplona
Dos son los personajes centrales de los carnavales de Pamplona; los caldereros y Mari Trapu.
Desde hace más de una década La Asociación de Caldereros revitaliza y renueva los carnavales de Pamplona cuyo origen se remonta a la Edad Media.
El día de los caldereros (el sábado antes del martes de carnaval) nació hace poco más de un siglo, pretendiendo emular a las tribus gitanas que todos los años iban a la ciudad a vender sus productos por carnaval.
En el Casco Antiguo de Pamplona se produce la quema de la muñeca "María Trapo" en la fuente de Navarrería. La muñeca es gorda y fea, y representa a la malvada jefa de los francos que saqueó y arrasó en el siglo XII el Burgo de la Navarrería. La jefa franca murió quemada en su torre gracias a las artimañas de una niña de la Navarrería, Aratz, conocida desde esa noche como "Mari Trapu". La muñeca se coloca el jueves anterior al miércoles de ceniza y después se lee el pregón y se representa la historia de "Mari Trapu" y "María Trapo".

### Peralta
Desfile de carrozas durante la tarde del sábado.

### Tafalla
En la celebración del carnaval de esta pequeña ciudad del centro de Navarra destacan los disfraces de la noche del sábado de carnaval, así como el desfile del domingo por la mañana. Asimismo, la noche del martes se quema a un muñeco que representa al desafortunadamente célebre Coronel Lagunero, un sanguinario militar relacionado con las guerras carlistas el pasado siglo. Las tropas de este coronel en la ciudad en abril de 1869. Existen diversas coplas dedicadas a este personaje.

### Tudela
El personaje típico aquí son los zipoteros o cipoteros, que llevan la cabeza cubierta con una máscara y arrojan caramelos. Se acompañan de los capirotes y recorren las calles el viernes anterior al miércoles de ceniza y el martes de Carnaval.

### Unanua

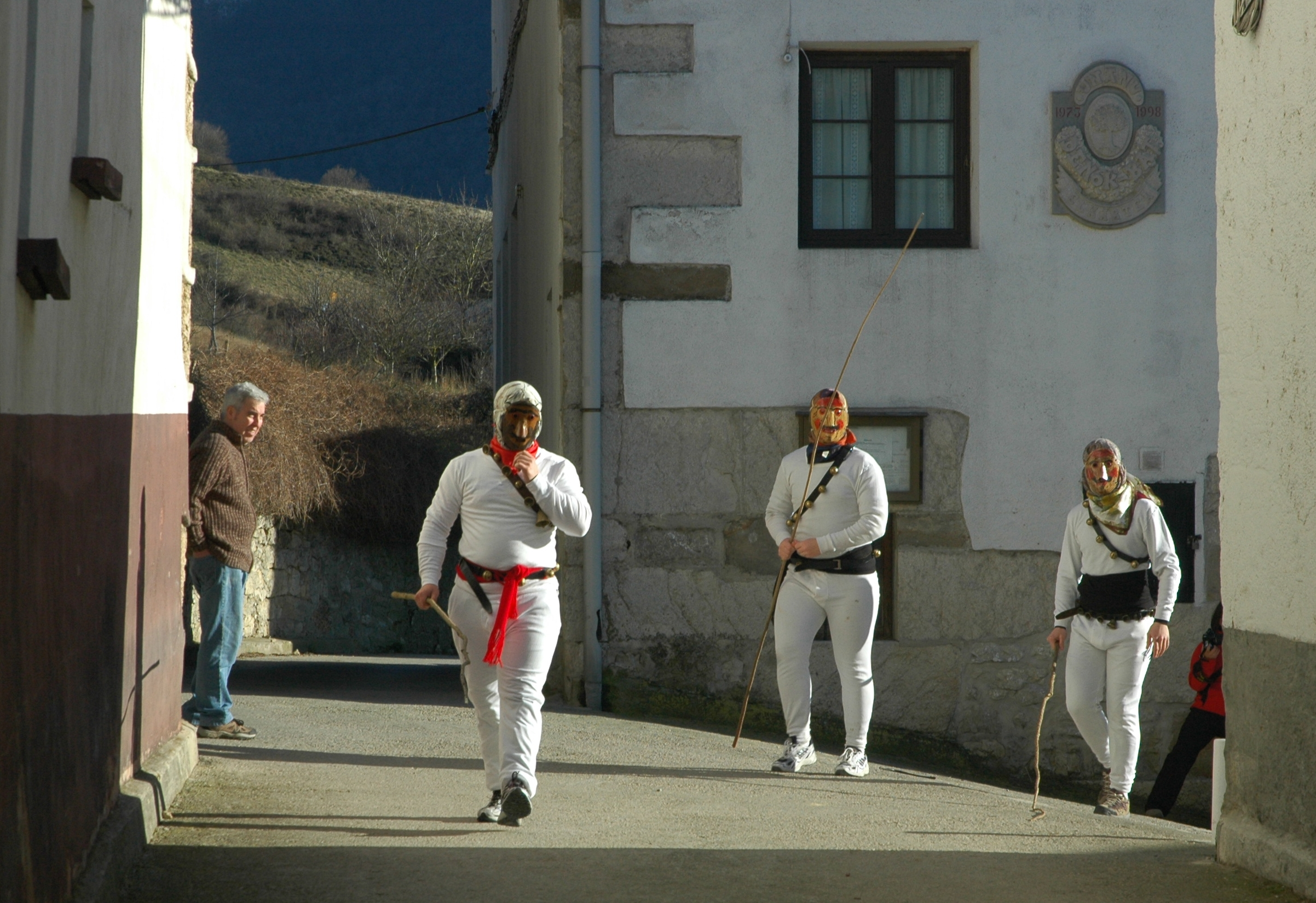
Carnavales de Unanu.

Se trata de un carnaval que se lleva celebrando desde la Edad Media. Una docena de mozos del pueblo vestidos de mamuxarros azuzan con varas de avellano (zumak) a todos los que hay en la calle durante dos horas. Utilizan máscaras muy antiguas de bronce cuyo origen se desconoce y que, ál término de la celebración, son guardadas en el ayuntamiento.

### Vera de Bidasoa
En Vera de Bidasoa (cooficialmente Bera) se organiza un desfile llamado Inudeak eta artzaiak (nodrizas y pastores) donde los hombres visten de niñeras y las mujeres de pastores, representando una alteración de los roles tradicionales. Juntos, las Iñudeak y los Artzaiak bailan en fila al ritmo de la música. En determinados momentos los bebés de las nodrizas (representados por muñecos y muñecas) son lanzados al aire y recuperados al vuelo por las mismas.
También van representados en el pasacalles personajes como el "Rey Momo", vestido como un antiguo monarca y que se traslada en una carroza, y una representación de las autoridades locales como el alcalde, el cura, el juez o el militar.

## Sola

### Mascarada
En la mascarada suletina se escenifican con vestidos rojos o negros a personajes incorporados a la antigua mitología vasca.
- Personajes buenos: Txerrero, Gathusain, Zamaltzain, Atxuriak, Artzana, Hartza.
- Personajes malignos: Errumesa, Kerestuak, Kukulleroak, Manitxalak, Zanpurrak, Xorrotzak, Kuterak...

### Otros
El pueblo de Tardets organiza el Basabürüko Ihauteriak ("carnaval de Alta-Sola", Basaburu estando el nombre de la Alta-Sola) con entre otros el juicio y ejecución de San Pantzar. También hay un desfile de ioaldunak como en el caso de Ituren y Zubieta.

## Labort

### Bayona
Los carnavales duran tres días: jueves, viernes y sábado. El primer día los ancianos realizan una comida con disraces, al siguiente una charanga de niños recorre la localidad con bandas musicales. Finalmente el sábado los bayoneses y sus invitados juzgan y condenan al señorito San Pansart. Suele ser una jornada muy animada con demostraciones de danzas por toda la ciudad.